# Fräkenselet
Fräkenselet är en sjö i Vindelns kommun i Västerbotten och ingår i Sävaråns huvudavrinningsområde. Fräkenselet ligger i Sävarån Natura 2000-område.